# Сектоведение
Сектове́дение, или сектоло́гия — трансдисциплинарная отрасль знаний, занимающаяся изучением сект.
Дисциплина «Сектоведение» возникла в России в 1910-е годы, а первая кафедра сектоведения образована уже в 1912 году.
Как пишет один из ведущих западных специалистов по социологии религии Брайан Уилсон, пришло время «признать невозможность… любой единой теории новых религиозных движений».

## Значение и происхождение основных терминов

### Секта
Слово «се́кта» в контексте нынешней российской культуры не всегда воспринимается как нейтральное, поскольку за последние полтора столетия оно обросло множеством оттенков. В умах большинства людей это слово однозначно ассоциируется с неким мрачным тайным обществом, посягающим на свободу, здоровье и жизнь человека. Именно поэтому члены некоторых нетрадиционных религиозных объединений, как правило, чувствуют себя оскорблёнными, когда их без объяснений называют «сектантами», а их церковь или организацию — «сектой».
Между тем, слово «секта» изначально не несло в себе никакого негативного смысла. В классической латыни этот термин (лат. secta — «партия, школа, фракция») служил для обозначения образа мышления, образа жизни, а в более конкретном смысле — политической партии или философской школы, к которой принадлежал человек.
Этимология латинского слова неоднозначна. Одни исследователи связывают его с глаголом «сека́ре» (лат. secare — «отрезать, разделять»); другие с глаголом «се́кви» (лат. sequi — «следовать за кем-либо»).

### Культ
Слово «культ» происходит от латинского «ку́льтус» (лат. cultus — «поклонение или почитание божества») и, таким образом, изначально связывает проблему с формой и особенностями религиозного поклонения. Однако границы понятия расплывчаты, благодаря чему, в современной специальной литературе данный термин приобрёл неопределённое множество значений. Едва ли не каждый автор и исследователь предлагает свой собственный вариант определения. Ситуация настолько сложна, что некоторые известные специалисты вынуждены признать:
Учитывая тот факт, что в настоящее время не существует общепринятого определения культа, наилучшим решением будет всякий раз, когда кто-то говорит о культах, задавать один простой вопрос: «А что именно вы имеете в виду под „культом“?» Возможно, вы не согласитесь с тем смыслом, который ваш собеседник вкладывает в этот термин, но, по крайней мере, вы будете знать, какова его отправная точка.

Кроме того, вам стоит задавать этот вопрос себе, прежде чем назвать какую-либо группу культом. Возможно, не такая уж плохая идея — всякий раз начинать с объяснения того, что именно вы имеете в виду под «культом», чтобы избежать любого возможного непонимания. Лучше подстраховаться. Иначе вы будете рассуждать о культах, а ваши слушатели будут понимать вас совершенно неверным образом.
Впервые термин «культ» как описание особой категории религиозных групп ввёл в употребление немецкий лютеранский теолог, философ культуры, политик Эрнст Трёльч в 1912 году. В 1932 году термин приобрёл тот смысл, в котором он наиболее часто используется сегодня, когда американский социолог Говард Беккер «приклеил ярлык „культы“… к… мелким и недолговечным группам — он подчёркивал частный, личностный характер убеждений членов этих групп и аморфность их организационной структуры. Толкование Беккера было принято с энтузиазмом, в результате чего социологи начали употреблять этот термин вне всякой связи с оригинальной трёхчастной типологией религиозных откликов, разработанной Трёльчем; скорее, под „культом“ стали понимать группу, убеждения и обычаи которой расходятся с позицией религиозной или светской ортодоксии, и которая отличается очень неопределённой организационной структурой».
В 1938 году американский кальвинистский теолог Ян Карел Ван Баален впервые использовал слово «культ» в конкретном значении «псевдохристианское движение».
В американском обществе слово «культ» приобрело резко негативный смысл — примерно такой же, как в России слово «секта», — после трагедии 1978 года в Джонстауне.

### Новое религиозное движение
Светские социологи, исповедующие «объективно-беспристрастный» подход к изучению религиозных движений, отвергли термины «ересь», «секта» и «культ» как безнадёжно перегруженные эмоциональными и богословскими коннотациями. Из всех альтернативных терминов, предлагавшихся в конце XX века (напр., «альтернативные религии», «нетрадиционные религии» «маргинальные религиозные группы», «новое религиозное сообщество»,«новые религии» и т. п.), широкое распространение получил только один — «новое религиозное движение» (НРД), — популярность которому обеспечили труды английского социолога профессора Эйлин Баркер.
Итальянский социолог религии Массимо Интровинье пишет, что от других терминов понятие НРД отличается тем, что определяющую роль в нём играет не фактический, а хронологический аспект. В общем смысле «новым религиозным движением» называется любая религиозная, этническая или духовная группа, не признанная (или пока не признанная) традиционной в отдельно взятом обществе. Соответственно, список НРД меняется как в зависимости от временного критерия, принятого тем или иным исследователем, так и в зависимости от конкретного социума, о котором идёт речь. Он считает, что научное сообщество с одобрением восприняло появление понятия «новое религиозное движение», поскольку это бы позволяло не использовать слова «культ» и «секта», которые воспринимаются как уничижительные. В то же время он отмечает, что даже с появлением понятия споры не утихли, потому что в число новых религиозных движений попадали только религиозные группы, возникшие в XX веке, а также некоторые возникшие в XIX веке. Также Интровинье говорит, что разные авторы в одном случае используют временной признак, а в другом случае — доктринальный. К последним он относит и себя, замечая, что понятия «новая религия» или «новое религиозное движение» используются лишь в том случае, «когда в богословии обнаруживалось существенное расхождение с традиционным христианством или с — не столь легко поддающимся определению — традиционным иудаизмом, исламом, индуизмом или буддизмом…». На примере пятидесятников Массимо Интровинье задаётся вопросом: «Причислять ли пятидесятников к новым религиозным движениям? А как быть с самобытными пятидесятническими движениями, возникшими в Латинской Америке, Африке и Азии? Чему отдать предпочтение — теологии или бихевиористике?». И в то же время говорит, что некоторые религиозные группы возражали против применения к ним понятий «новое религиозное движение» или «новая религия», потому что считали, что это «всего лишь вежливый синоним слов «культ» и «секта», обозначающий нечто во всех отношениях отличающееся от «уважаемых» религий». И напоследок замечает, что уже в нынешнем, XXI веке, споры продолжаются, так некоторые участники спора до сих пор выступают «против все более криминологического использования терминов «секта» и «культ» в ходе акций по борьбе с культами, предпринятых правительствами Франции, России и Китая» и поэтому «предложили попросту отказаться от понятий «новое религиозное движение» и «новая религия» и говорить о «семействах» религиозных и духовных групп».

## Основные подходы к изучению проблемы

### Психологический подход
В центре внимания психологов, изучающих культы, находится проблема психологического влияния, которое подобные организации оказывают на человека. Две главные опасности, которые психологи видят в культах, — это
1. социальный, физический и психический вред, наносимый людям
2. ущемление прав и гражданских свобод людей

Наше отношение к культам с точки зрения нравственности и психологии должно учитывать два обстоятельства: опасности идеологического тотализма или того, что я также назвал бы фундаментализмом, и необходимость защищать гражданские свободы (Роберт Дж. Лифтон).
Психологический подход (во всяком случае, в кругах светских психологов) к проблеме НРД сознательно не учитывает убеждения религиозных групп и обращает внимание лишь на методы убеждения, используемые в них:
С нашей точки зрения, группа людей или форма взаимоотношений заслуживает ярлыка «культ» своей методологией и образом действия, а не своими убеждениями. Тех из нас, кто выступает против культов, часто обвиняют в том, что мы хотим лишить людей свободы, что мы против религии. Но мы как раз и боремся против ущемления свободы человека, которое имеет место в культах. Мы выступаем не против убеждений, а против эксплуататорской манипуляции веры человека и его доверия к другим человеческим существам. Культы прибегают к помощи обмана, манипуляции и психологического насилия или убеждения (которое мы именуем «методиками изменения мышления»), чтобы привлечь, завербовать, обратить, удержать и, в конечном итоге, эксплуатировать своих последователей (Мадлен Ландау Тобайас и Джанья Лалич).

#### История подхода
Поводом для изучения природы тоталитаризма и психологического насилия послужили послевоенные события в коммунистических странах — особенно в Китае 1950-х годов, где идеологическая обработка населения была особенно сильна. Именно в тот период родился и приобрел популярность термин «промывание мозгов» — так американский журналист Эдвард Хантер перевел китайское выражение hse nao, которым китайцы называли процесс «освобождения» людей от старой идеологии. В 1951 году Хантер первым описал этот феномен в своей книге, основанной на беседах с беженцами из Китая в Гонконг.
Промывание мозгов — это система затуманивания мозгов, имеющая своей целью склонить человека к принятию того, что в ином случае было бы для него отвратительно. Человек утрачивает связь с реальностью. Факты и вымысел переплетаются и меняются местами… Но для того, чтобы народ не увидел опасность, которую таит в себе промывка мозгов, красные утверждают, что это всего лишь новое название для чего-то хорошо знакомого и пользующегося безусловным уважением — например, обучения или исправления».
В 1956 году исследования Хантера продолжил профессиональный психиатр проф. Роберт Джей Лифтон. Изучив методы психологического воздействия, которые использовали китайские коммунисты, а также приемы убеждения, которые применялись к американским военным, попавшим в плен во время войны в Корее, Лифтон сформулировал восемь приемов тоталитарного контроля. Впоследствии этот список неоднократно модифицировался новыми поколениями исследователей, но его суть до сих пор остается неизменной. Идея насильственного изменения мышления в кратком изложении сводится к трём обязательным шагам:
1. Лишить человека душевного равновесия и уверенности в своих убеждениях.
2. Побудить или заставить человека радикально переоценить прожитую жизнь, пересмотреть прежние представления о действительности и согласиться с предложенным новым толкованием.
3. Развить в человеке зависимость от организации и превратить его в послушного исполнителя.

Фундаментальные исследования Лифтона заложили основу для целого направления в психологии и психиатрии. Все современные изыскания в области психологии культов основываются на выведенных им принципах. Специалисты, разрабатывающие это направление в изучении культов, исходят из предпосылки, что каждый человек, независимо от уровня образования, умственного развития и жизненного опыта, при определённых условиях, может стать жертвой насильственного изменения мышления.

#### Определения
В последующие годы проблемой тоталитарного контроля и насильственного изменения мышления занимались многие психологи. Однако общей особенностью психологического подхода к изучению НРД остаётся то, что объектом изучения являются не исключительно религиозные группы, поскольку тоталитарный контроль может существовать в любой организации, в том числе общественной и политической. В свете этого обстоятельства д-р Маргарет Тэлер Сингер писала:
Я предпочитаю пользоваться словосочетанием «культовые взаимоотношения», чтобы точнее обозначить процессы и взаимодействия, происходящие внутри культа. Культовые взаимоотношения — это взаимоотношения, в которых один человек намеренно склоняет других к полной или почти полной зависимости от него в практически всех основных жизненных решениях и порождает в этих людях веру в то, что он обладает каким-то особым талантом, даром или знанием.
Наиболее популярным среди западных психологов является термин «культ» (хотя некоторые пользуются и словом «секта»):
Культ (тоталитарного типа) — группа или движение, проявляющее высокую или чрезмерно высокую преданность или посвященность некоему человеку, идее или вещи и использующее неэтичные манипулятивные способы убеждения и контроля (напр., изоляция от прежних друзей и семьи, физическое истощение, использование специальных приемов для усиления внушаемости и покорности, сильное групповое давление, контроль за притоком информации, подавление индивидуальности и способности критически мыслить, навязывание полной зависимости от группы, порождение страха перед уходом из группы и т. п.) с целью достижения целей, поставленных лидерами группы, невзирая на реальные или возможные негативные последствия для членов группы, их семей и общества в целом».
Чаще всего в рамках психологического подхода термины «культ» и «секта» дополняются модификаторами «деструктивный» или «тоталитарный». Выбор термина «культ» или «секта» в данном случае отражает личные предпочтения исследователя и редко коррелируется с пониманием этих терминов в рамках социологической модели или их историческим смыслом. Основную смысловую нагрузку несут модификаторы:
- Тоталитарная секта (тоталитарный культ) — это группа с жёстким авторитарным управлением, сознательно отрывающая человека от общества и ограничивающая его свободу выбора и самостоятельность мышления.
- Деструктивная секта (деструктивный культ) — это группа, учение и действия которой наносят вред физическому или психическому здоровью человека, негативно сказываются на его общественной, семейной и личной жизни.

Необходимость этих уточняющих модификаторов вызвана тем, что «не все радикальные группы являются культами, и не все культы являются деструктивными».
Евгений Новомирович Волков, один из немногих психологов в России, специализирующихся на изучении культов и принявших за основу своей работы созданную на Западе модель «контроля сознания», пишет по поводу использования этих терминов в РФ:
В зарубежной, прежде всего американской, литературе это явление обозначается понятием «деструктивные культы», а процесс десоциализации и навязывания личности культовой структуры — понятиями «контроль сознания» или «реформирование мышления». В России чаще применяется термин «тоталитарные секты», поскольку внимание общественности и немногочисленных исследователей привлекают в основном религиозные разновидности таких групп.

Термин «деструктивные культы» кажется нам предпочтительным, так как позволяет рассмотреть более широкий круг внутренне однородных явлений при более точном отражении их сущности. В этом термине выделена не организация жизнедеятельности данных групп, а главный результат их практики — разрушение личности. Понятие «культ» в данном случае подчёркивает, что некритичное поклонение идее, лидеру или какой-то жёсткой форме практики является наиболее существенным условием манипулирования и духовно-психологического насилия. Мы будем использовать термин «тоталитарные секты» для обозначения определённого подвида деструктивных культов, а именно, некоторых религиозных сект, таких, например, как «Свидетели Иеговы» или «Белое братство».

### Социологический подход
Принципиальное отличие социологического подхода заключается в том, что социологов интересует не взаимодействие групп с отдельными людьми и не их религиозные убеждения, а участие религиозных общин и деноминаций в динамике общественного развития:
Социологи не судят об истинности или ложности убеждений культов (в отличие от богословского подхода) и о хороших или плохих последствиях вовлечения в культ для конкретных членов (в отличие от психологического подхода)… Социологи уделяют основное внимание существованию таких новых религиозных сообществ как маргинальных субкультур или групп, конфликтующих с обществом в целом… Для социологов важно исследовать, каким образом и почему появляются новые ценности, убеждения и обычаи; каким образом новые религиозные идеи приобретают популярность; и каким образом появляются на свет экспериментальные общины. (Джон Салиба)
Термины, определения, критерии и варианты классификации, предлагаемые отдельными специалистами, исповедующими социологический подход к проблеме, определяются как их собственными предпосылками, так и многочисленными переменными факторами. В результате единого окончательного представления о проблеме с точки зрения социологии не существует:
Если наше исследование новых религий не приведет к созданию единой теории, которая могла бы — в рамках единого набора теоретических постулатов — объяснить все подобные феномены, где бы они ни имели место, мы не должны относиться к такому выводу с тревогой. Это социологическое предубеждение — причем безосновательное — предполагать, что сравнительный анализ всегда приводит к созданию единой теории и формулировок, применимых к любым условиям. Подобный вывод может быть получен лишь путём игнорирования важности эмпирических данных и исторического многообразия общественных и культурных форм, и только посредством сведения фактически различных явлений в высокоабстрактные обобщающие категории, абстрактность которых будет усложнять понимание общественных реалий в той же мере, что и упрощать. Новые религии во всем мире, несомненно, имеют некоторые общие черты и функции, однако они также проявляют многочисленные различия, и роли, которые они играют в разных обществах, скорее всего, будут различаться в такой же степени, как и сами эти общества. (Брайан Уилсон)
Несмотря на то, что единой социологической теории НРД до сих пор не существует, на протяжении XX века на Западе сформировались два варианта типологии религиозных движений, которые в той или иной мере лежат в основе всех современных изысканий на данную тему.

#### Типология Трёльча
Это направление исследований берет начало в работах немецкого социолога Макса Вебера и приобрело законченный вид в трудах немецкого богослова Эрнста Трёльча. Типология Трёльча включает в себя три элемента: церковь, секта и мистицизм.
В своей работе The Social Teaching of the Christian Churches (1931) Трёльч вывел три основных типа христианского мышления и проследил как их взаимосвязи, так и их влияние на жизнь общества до XVIII столетия. Его типология включала в себя церковную религию, сектантскую религию и мистицизм… Первые два типа он связывал с двумя формами церковной организации, церковью и сектой, тогда как третий тип он описывал как проявление антиобщественного индивидуализма, который не приводит к возникновению религиозных организаций в их обычном понимании, но может стать почвой для возникновения мелких, неформальных и недолговечных групп. Трёльч подчеркивал, что эта последняя форма религии отличается крайним индивидуализмом и обычно не приводит к созданию организаций, так как её последователи объединены в «невидимую церковь».
Социолог Томас О’Ди подытожил исследования Трёльча и его последователей, сведя отличительные признаки секты и церкви к следующим пунктам:
| ЦЕРКОВЬ | СЕКТА |
| --- | --- |
| 1. Фактическое членство по праву рождения. 2. Предложение формализованных средств благодати и сопутствующие этому социологические и богословские факторы — иерархия и догма. 3. Инклюзивность социальной структуры, зачастую совпадающей с географическими или этническими границами. 4. Ориентация на обращение всех. 5. Тенденция приспосабливаться к существующему обществу и идти на компромисс с его ценностями и институтами. | 1. Отделенность от общества в целом, отделение от мира и пренебрежение его ценностями и институтами. 2. Эксклюзивизм, проявляющийся как в отношении к обществу, так и в социальной структуре. 3. Акцент на необходимость обращения, предшествующего получению членского статуса. 4. Добровольное присоединение. 5. Дух возрождения. 6. Нравственная строгость, зачастую носящая аскетический характер. |

Принципиальный шаг в развитии типологии Трёльча в 1963 году сделал социолог Бентон Джонсон, который отказался от множества переменных, предлагаемых различными определениями церкви и секты, и построил свою классификацию на одном-единственном признаке, принятии или отрицании окружающего общества:
Церковь — это религиозная группа, которая принимает социальное окружение, в котором она существует. Секта — это религиозная группа, которая отвергает социальное окружение, в котором существует».
Основываясь на этом постулате, американские социологи Родни Старк и Уильям Симс Бейнбридж создали революционную модель динамики религиозных групп. Эта модель выглядит в виде оси, один конец которой характеризуется низкой, а другой — высокой степенью противоречий с окружающим социумом. В нижней части оси находятся религиозные институты (церкви) — стабильный сектор структуры общества, для которой характерно наличие устоявшихся ролей, норм, ценностей и социальных функций. В верхней части оси находятся религиозные движения (секты и культы) — нестабильный сектор структуры общества, для которого наличие таких признаков нехарактерно.
В силу своего стремления стать доминирующей религией в рамках конкретного социума, религиозные движения обнаруживают тенденцию постепенно превращаться в религиозные институты, опускаясь к нижнему концу оси за счёт нахождения компромисса или равновесия с окружающим обществом. С другой стороны, в обществе постоянно появляются новые религиозные движения, обладающие высокой степению активности и стремящиеся изменить окружающую действительность. В зависимости от происхождения этих религиозных движений, Старк и Бейнбридж используют для их классификации понятия «секта» и «культ»:
Секты — новая порода, возникшая в рамках традиционного вида. Иными словами, секты — это девиантные религиозные движения, которые остаются в границах недевиантной религиозной традиции. Культы — это совершенно новые виды, которые возникают путём мутации или миграции. Иными словами, культы — это девиантные религиозные движения, формирующие девиантные религиозные традиции. Секты, будучи по своему происхождению результатом схизмы, начинают своё существование как религиозные организации, а потому их статус в качестве религиозных движений не вызывает сомнения. Многие же культы так и не развиваются в полноценные религиозные движения».
Эту типологию принимают за основу своих исследований такие значимые организации, как Институт изучения религии в Америке (ISAR):
«Церкви» — это крупные деноминации, характеризующиеся инклюзивным отношением к жизни и отождествлением с доминирующей культурой. В Соединенных Штатах к числу церквей-деноминаций можно было бы отнести такие группы, как Католическая церковь, Объединённая методистская церковь… Группы, которые откололись от церквей-деноминаций называются «сектами». Как правило, они следуют образцу церквей в большинстве моментов, но более строги в вопросах учения и требованиях дисциплины, предлагаемых последователям, и подчеркивают свою отделенность и независимость от окружающей культуры… Типичными сектами можно назвать… квакеров и меннонитов… пятидесятников… Такие секты, как группы христиан-фундаменталистов, настаивали на строгом следовании ортодоксии перед лицом доктринальных вольностей, позволенных в большинстве более крупных церковных структур… В то время как большинство сект в значительной мере придерживается привычных традиционных эталонов, «культы» создают совершенно новую религиозную структуру, непривычную и чуждую для доминирующих религиозных общин. Культы являют собой источник религиозных инноваций внутри существующей культуры. В большинстве случаев эти инновации происходят за счёт перенесения религии из другой культуры в результате иммиграции её членов и лидеров. Так, на протяжении XX века в Америку были занесены индуизм и буддизм. С точки зрения социологии индуистские и буддистские группы являются в Америке культами. Культы также могут возникать путём религиозных нововведений в рамках существующей культуры.

#### Типология Бекера
Другая социологическая типология, которую условно можно назвать «типологией Бекера», поскольку именно Говард Бекер впервые использовал слово «культ» в значении «мелкая религиозная группа с неоформившейся социальной структурой, построенной на авторитете харизматического лидера». Приверженцев этой типологии, как правило, интересует не столько роль различных групп в жизни общества, сколько особенности социальной структуры самих религиозных групп. В силу этой особенности приверженцы данной типологии, в отличие от других своих коллег-социологов религии, предлагают детальные разработки критериев и признаков «культа» и «секты». Многие из них пользуются этими «нетолерантными» терминами для сохранения терминологической преемственности, однако некоторые предпочитают использовать более «нейтральные» понятия («альтернативные религии», «новые религиозные движения» и т. п.), хотя и не обязательно вкладывают в слово «новые» хронологический смысл — скорее, понятие НРД трактуется как некое новшество на фоне существующей религиозной культуры.
Понятие «секты» обычно относится к группам диссидентов, отделившихся от другой, как правило, традиционной, религии (зачастую они объявляют о своем намерении возродить верования или обычаи, которые, по их мнению, некогда присутствовали в конфессии, но от которых конфессия впоследствии отошла), в то время как «культ» — это маленькая, ревностная группа, связи которой с традиционной религией и культурой менее очевидны, которая зачастую исповедует вероучение, не основанное на христианстве или иудаизме, и которая часто находится под непосредственным руководством единого харизматического лидера. (Тимоти Миллер)
Культ может представлять собой либо социальную группу с тесными внутренними связями, либо социальную группу со слабыми внутренними связями, единство в которой поддерживается общей преданностью харизматическому лидеру. Группа проповедует транцсендентную идеологию (как правило, но не всегда религиозную по своей природе) и требует от членов высокой степени посвящения на словах и на деле».

### Богословский подход
Богословский подход к определению культа основан на сопоставлении богословия группы с эталонным учением той или иной религиозной традиции. Применительно к христианству минимально достаточным доктринальным эталоном являются экуменические Символы Веры: Апостольский, Никео-Цареградский, Афанасьевский и определение IV Халкидонского собора. Очевидно, что между конфессиями внутри христианства существует определённое многообразие взглядов по ряду моментов вероучения. Как правило, различие между христианскими конфессиями и псевдохристианскими группами основывается на принятии или отрицании т. н. «исторической ортодоксии» — набора основополагающих учений, разделяемых всеми историческими конфессиями (Троица, Божественность Христа, Личность Святого Духа, богодухновенность и безошибочность Библии, спасение по благодати и т. п.). Другой, более жесткий вариант, — принятие за эталон вероучительных документов «своей» конфессии, признав все прочие конфессии еретическими в той мере, в которой они не согласны с этим эталоном. Однако этот последний вариант, как правило, реализуется только в маргинальных и ультра-фундаменталистских группах.
Как правило, христианские богословы и апологеты на предпочитают пользоваться термином «культ», поскольку этот термин этимологически связан с религиозным поклонением (см. выше). Одно из наиболее популярных определений культа было предложено д-ром Аланом Гомесом из Университета Байола (Калифорния, США) — он вводит понятие «культ христианства», чтобы подчеркнуть, что культом следует считать лишь группу, сознательно искажающую библейское, христианское учение (напр., кришнаитов нельзя считать культом христианства, поскольку в основе их вероучения лежит другая религиозная традиция):
Культ христианства — это группа людей, которые, называя себя христианами, принимают характерную систему вероучения, проповедуемую одним лидером, группой лидеров или организацией и отрицающую (прямо или косвенно) одно или несколько основополагающих учений христианской веры, изложенных в 66 книгах Библии».

## Признаки культа

### В рамках популярного подхода
Критерии ориентированы на неподготовленную аудиторию. Их цель — дать рядовому обывателю приблизительный список признаков группы, которая может быть потенциально опасна. Пример такого списка можно найти в листовке английской организации FAIR (Family Action Information and Rescue):
- Для культа обычно характерно наличие лидера, претендующего на божественный статус или особую миссию, порученную ему лично высшими силами.
- Лидер или основатели культа (обычно ныне живущие) требуют абсолютного и беспрекословного повиновения и единолично судят о степени веры и послушания последователей.
- Члены некоторых культов заняты, главным образом, сбором пожертвований, вербовкой новых членов и посещением семинаров.
- Осмысленные взаимоотношения с семьёй и прежними друзьями могут быть резко сокращены, и культ становится для новообращенного новой семьёй.
- Подвергнутые индоктринации члены культа считают цели организации более важными, чем их собственные проблемы, интересы, образование, карьера и здоровье.
- Многие культы систематически применяют изощрённые методы, направленные на подавление человеческого «я», реформу мышления и порождение зависимости от культа.
- Давние члены культа зачастую говорят о вероучении, целях, требованиях и жизни группы в осторожных и общих выражениях, прибегают к обману или утаивают часть правды до тех пор, пока новообращенный не «клюнет».
- Культ может поддерживать в своих членах состояние повышенной внушаемости путём сокращения времени сна, специальной диеты, интенсивных духовных упражнений, повторяющейся индоктринации и заранее организованных совместных переживаний в контексте группы.
- У ноовобращённых могут проявляться такие симптомы, как сильное внутреннее напряжение, стресс, страх, отсутствие чувства юмора, упадок способностей общаться с другими людьми и критически воспринимать услышанное.
- Культы зачастую поддерживают в своих рядах атмосферу элитизма и изоляции — некоторые под предлогом того, что все за пределами культа греховно или находится во власти сатаны.
- Может оказаться, что культ выманивает у своих членов деньги.
- Некоторые группы эксплуатируют труд своих членов, предлагая им работать бесплатно или в плохих условиях.

Приведённые выше 12 пунктов никоим образом не являются исчерпывающими. Но если вы столкнетесь с группой, в которой присутствует значительная доля этих характеристик, будьте осторожны.

### В рамках психологического подхода
Согласно определению д-ра Майкла Лангоуна (исполнительный директор Фонда американской семьи, AFF), культом следует называть группу, которая…
- проявляет чрезмерную привязанность к некоему человеку, идее или вещи;
- использует программу изменения мышления для того, чтобы убедить, контролировать и социализировать своих членов (то есть ввести их в круг характерных для группы внутренних взаимоотношений, убеждений, ценностей и обычаев);
- систематически порождает в членах состояние психологической зависимости;
- эксплуатирует членов с целью достижения поставленных руководством задач;
- наносит вред членам, их семьям и обществу.

### В рамках социологического подхода
Согласно определению социолога Брайана Уилсона, культ имеет следующие особенности:
- Экзотическое происхождение
- Непривычный стиль жизни
- Высокая степень вовлеченности членов в жизнь группы
- Харизматический лидер
- Преимущественно молодые последователи
- Необычность, привлекающая общественное внимание
- Международная активность
- Время возникновения — последние десятилетия

### В рамках богословского подхода
- Внебиблейский источник авторитета
- Отрицание оправдания благодатью
- Принижение роли и величия Христа
- Восприятие группы как единственного канала спасения
- Представление о центральной роли группы в событиях последних времен

## Особые случаи

### Группы с доктринальными отклонениями
Существуют группы, которые исповедуют веру в основополагающие христианские учения, но либо трактуют их неортодоксальным образом, либо отклоняются от догм во второстепенных вопросах. Такие группы зачастую называются «группами с доктринальными отклонениями». Христианский апологет Роберт Пардон пишет:
Определяя группу с доктринальными отклонениями, важно помнить, что мы имеем дело не с совершенной ересью, но зачастую с традиционной группой, которая находится на пути от периферийной христианской общины к ереси, полностью выходящей за пределы христианской ортодоксии. Еретическая группа берет какой-то основополагающий момент христианства и делает его второстепенным. Группа же с отклонениями, напротив, берет какие-то второстепенные моменты и делает их главными.
Социолог Рональд Энрот называет следующие признаки такой группы:
- авторитарное руководство;
- отклонение от Писания во второстепенных вопросах;
- акцент на эмоциях и переживаниях;
- вера в собственную исключительность;
- нападки на другие христианские церкви;
- болезненное ощущение гонимости;
- манипулирование людьми;
- гипертрофированно строгий образ жизни;
- неоправданно жесткая дисциплина;
- трудный процесс выхода из группы.

### Дисфункциональные (авторитарные церкви)
Дэвид Хенке, американский апологет, основатель служения Watchman Fellowship, называет следующие признаки дисфункциональной церкви:
- авторитарное руководство;
- создание привлекательного внешнего имиджа, призванного скрыть от окружающих внутренние проблемы группы;
- подавление свободомыслия и критики;
- требование абсолютного совершенства;
- преувеличение важности второстепенных вопросов.

## Классификация новых религиозных движений

### Маргарет Тэлер Сингер(психолог)
1. Неохристианские религиозные группы
2. Индуистские и восточные религиозные группы
3. Оккультные, колдовские и сатанистские группы
4. Спиритические группы
5. Дзен и прочие группы с китайско-японской философско-мистической ориентацией
6. Расовые группы
7. Группы, возникшие вокруг НЛО и прочих внеземных феноменов
8. Психологические или психотерапевтические группы
9. Политические группы
10. Системы самоусовершенствования, самореализации или саморазвития

### Роналд Энрот (социолог)
1. Восточные мистические группы
2. Псевдохристианские группы
3. Духовно-психологические группы и группы самоусовершенствования
4. Эклектичные и синкретические группы
5. Парапсихологические, оккультные и астральные группы

### Майкл Лангоун(психолог)
1. Восточная медитация
2. Движения, основанные на Библии и христианстве
3. Оккультизм, сатанизм, колдовство, чёрная магия
4. Политический терроризм
5. Психотерапия / самореализация
6. Группы по избавлению от наркотической зависимости
7. Коммерческие

### Критические
- Лункин Р. Н. Театр антикультового абсурда. Дата обращения: 11 декабря 2010. // Портал-Credo.Ru, 29.12.2008 г.